# Estádio Municipal Vieira de Carvalho
 (mars 2025).
L’ Estádio Municipal Vieira de Carvalho est un stade de football situé à Maia au Portugal. Il sert pour le FC Maia Lidador depuis 2009.
Le stade a été inauguré en 1930 et possède une capacité d'environ 12 000 places.